# Capim dourado

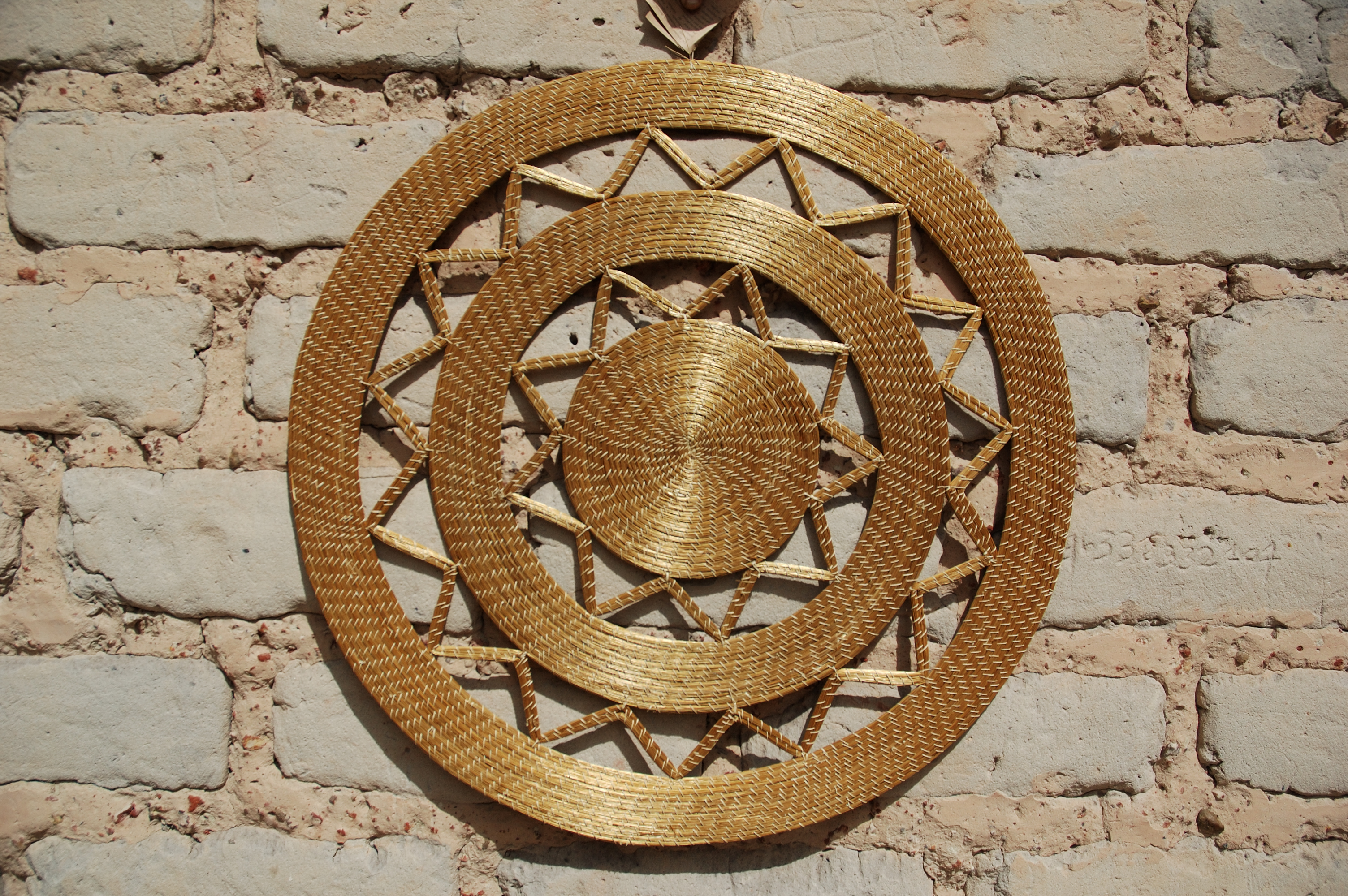
Mandala de Capim Dourado

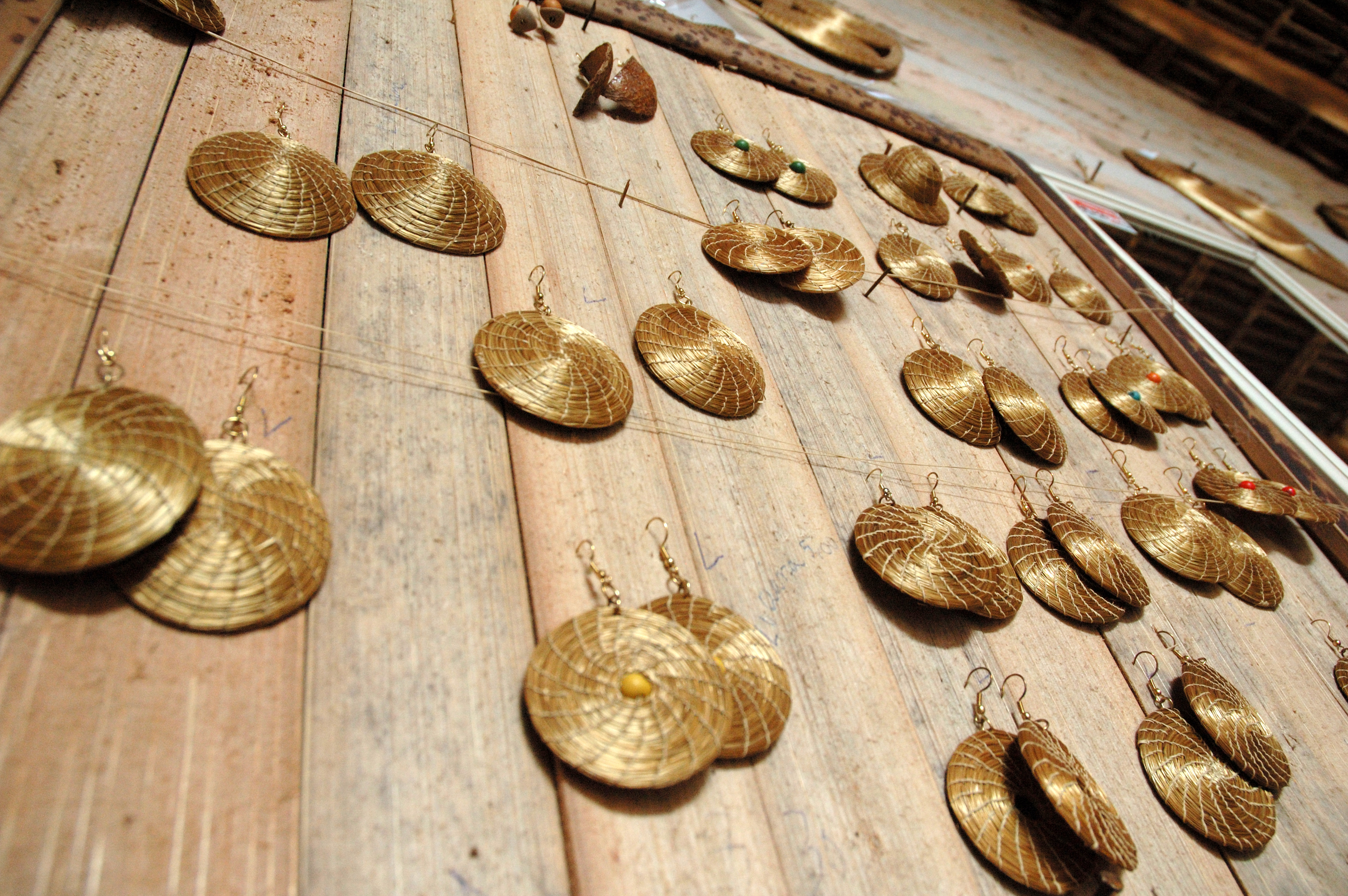
Brincos de Capim Dourado

O capim dourado é uma espécie de sempre-viva da família Eriocaulaceae (Syngonanthus nitens Ruhland), ocorre em campos úmidos próximos a veredas em diversas regiões do Cerrado (por exemplo, nos estados de Mato Grosso, Mato Grosso do Sul, Minas Gerais, Goiás, Tocantins, Bahia). Na região do Jalapão, localizado no estado do Tocantins, com a palha do qual se faz artesanatos, tais como: pulseiras, brincos, chaveiros, bolsas, cintos, vasos, peças de decoração entre outros.
Sua característica principal é a cor que lembra a do ouro. A principal localidade, onde começou o desenvolvimento da produção artesanal, é Mumbuca em Tocantins, um vilarejo localizado no município de Mateiros. Atualmente esses artesanatos são produzido em outras localidades da região do Jalapão.
O artesanato de capim dourado chegou ao Jalapão em meados de 1920 pelas mãos de índios Xerente. A arte foi aprendida por moradores da comunidade quilombola da Mumbuca e, desde então, é passada de geração em geração nas comunidades jalapoeiras.
Os pequenos maços de hastes do capim dourado eram costurados com uma fibra fina e resistente obtida de folhas novas da palmeira buriti (Mauritia flexuosa). Essas duas espécies ocorrem naturalmente no Cerrado do Brasil Central e são muito abundantes no Jalapão. 
O Capim Dourado só pode ser colhido entre 20 de Setembro e 20 de Novembro para que não entre em extinção. Existem regulamentações no estado do Tocantins que proíbem a saída do material "in natura" da região, somente em peças já produzidas pela comunidade local, visando assim a sustentabilidade ambiental, social e econômica do local.
Posteriormente, o artesanato Capim Dourado foi mostrado pela primeira vez a um grande público em 1993 na primeira FECOARTE (Feira de Folclore, Comidas Típicas e Artesanato do Estado do Tocantins) em Palmas Tocantins.
Incentivados pela primeira-dama do município, Eleusa Miranda Costa, os Artesãos apresentaram um trabalho que despertou o reconhecimento do publico em geral e das autoridades presentes, classificando o artesanato de mateiros em primeiro lugar pela originalidade das peças em capim dourado.
Atualmente, as peças já produzidas em capim dourado podem ser encontradas em diversas partes do Brasil, como em vários países.
De acordo com a lei federal nº 15.050, de 20 de dezembro de 2024, fica conferido o título de Capital Nacional do Capim Dourado ao Município de Mateiros, no Estado do Tocantins.